# Aleksandar Nikolić Hall
El Aleksandar Nikolić Hall, conocido anteriormente como Pabellón Pionir o Sala Pionir (en serbio Хала Пионир, Hala Pionir), es un pabellón multiusos, situado en el municipio de Palilula, Belgrado, Serbia. El pabellón tiene una capacidad de 8150 personas para los partidos de baloncesto.
En el pabellón disputan sus partidos los equipos KK Partizan, Estrella Roja de Belgrado y OKK Belgrado. Fue inaugurado el 1 de junio de 1973.

## Eventos
Desde su apertura el Pionir Hall ha albergado un gran número de conciertos de tan importantes artistas como Eric Clapton, Motörhead, Iron Maiden, Luciano Pavarotti o 50 Cent entre otros.
En el ámbito baloncestista, en el Pionir se celebró la fase final del EuroBasket 1975 y la final de la Euroliga de 1977, entre el Maccabi Tel Aviv y Mobilgirgi Varese. También fue sede de la final de la extinta Recopa de Europa en 1998. Durante el EuroBasket de 2005, albergó varios partidos de la ronda preliminar.
El Pionir fue también una de las sedes del Campeonato Europeo de Balonmano Masculino de 2012, celebrado en Serbia.